# 沃倫敦 (康乃狄克州)
沃倫敦（英語：Voluntown）是一個位於美國康乃狄克州新倫敦縣的城鎮。

## 地理
沃倫敦的座標為41°35′00″N 71°50′00″W / 41.58333°N 71.83333°W，而該地的平均海拔高度為116米（即381英尺）。

## 人口
根據2010年美國人口普查的數據，沃倫敦的面積為103.10平方千米，當中陸地面積為100.80平方千米，而水域面積為2.30平方千米。當地共有人口18545人，而人口密度為每平方千米179.87人。